# Тиутсі
Ти́утсі (ест. Tõutsi küla) — село в Естонії, у волості Отепяе повіту Валґамаа.

## Населення
Чисельність населення на 31 грудня 2011 року становила 73 особи.

## Географія
Поблизу населеного пункту проходить автошлях 46 (Татра — Отепяе — Санґасте).